# 慎蒙
慎蒙（1510年—1581年），字子正，號山泉，浙江湖州府歸安縣人，民籍，明朝政治人物。

## 生平
嘉靖十三年（1534年）甲午科浙江鄉試第六名舉人。嘉靖三十二年（1553年）中式癸丑科三甲第六十五名進士。刑部观政，授福建漳浦知县，任內明察强断，令屬下惴恐，弹壓不问贵显，治理暢順。旁县有盗賊依傍山海躲藏，攻擊民居，他以计击擒拿合共三十六人。升任南京湖广道御史，疏论胡宗宪不法之事，對方胡又恐懼又怨恨，適逢他又疏论科场有舞弊，犯錯士子動輒削藉惹起爭議，权相以此授意誣陷他，被斥归鄉。因不肯另謀生計日益窮困，每天取古文诗词朗讀，著书终其身，墓在埭溪下沈村。

## 家族
曾祖慎端；祖父慎經，壽官；父慎祥（1479年-1539年），字元庆，别號南槐；母唐氏（1483年-1550年）。兄慎節（生员）、弟慎益。